# Brailly-Cornehotte
Brailly-Cornehotte è un comune francese di 242 abitanti situato nel dipartimento della Somme nella regione dell'Alta Francia.

## Società

### Evoluzione demografica
Abitanti censiti